# Riccardo Bavaj
Riccardo Bavaj (* 1976 in Aachen) ist ein deutscher Historiker.

## Leben
Riccardo Bavaj studierte Mittlere und Neuere Geschichte, Osteuropäische Geschichte und Volkswirtschaftslehre an den Universitäten Bonn und Southampton. Er erhielt seinen Magister Artium 2001 und wurde 2004 promoviert. Nach einer Tätigkeit als Wissenschaftlicher Volontär am Institut für westfälische Regionalgeschichte wechselte er 2005 als Lecturer an die University of St Andrews in Schottland, an der er deutsche und europäische Geschichte des 20. Jahrhunderts lehrt. Von 2009 bis 2011 forschte Riccardo Bavaj als Feodor-Lynen-Stipendiat der Alexander von Humboldt-Stiftung in den USA und war Gastprofessor an der Saint Louis University.
Bavaj hat über die Geschichte der Weimarer Republik, des Nationalsozialismus, des Liberalismus nach 1945 sowie über die Phänomene des „Westens“ und der europäischen Moderne publiziert und beschäftigt sich schwerpunktmäßig mit Themen der Ideen-, Begriffs- und Raumgeschichte.

## Auszeichnungen
Von 2002 bis 2004 war Riccardo Bavaj Promotionsstipendiat der Studienstiftung des deutschen Volkes und 2005 Forschungsstipendiat der Fritz-Thyssen-Stiftung. Seit 2006 ist er Fellow der Royal Historical Society und seit 2007 Fellow der Higher Education Academy. 2009 erhielt Bavaj das Feodor-Lynen-Forschungsstipendium, das von der Alexander von Humboldt-Stiftung verliehen wird.

## Schriften (Auswahl)
Als Autor:
- Die Ambivalenz der Moderne im Nationalsozialismus. Eine Bilanz der Forschung. Oldenbourg, München 2003, ISBN 3-486-56752-7.
- Von links gegen Weimar. Linkes antiparlamentarisches Denken in der Weimarer Republik (= Politik- und Gesellschaftsgeschichte. Bd. 67). J.H.W. Dietz Nachf., Bonn 2005, ISBN 3-8012-4155-6.
- Intellectual History. Version 1.0. In: Docupedia-Zeitgeschichte. 13. September 2010.
- Der Nationalsozialismus. Entstehung, Aufstieg und Herrschaft. Bebra, Berlin 2016, ISBN 978-3-89809-407-8.

Als Herausgeber:
- mit Florentine Fritzen: Deutschland – ein Land ohne revolutionäre Traditionen? Revolutionen im Deutschland des 19. und 20. Jahrhunderts im Lichte neuerer geistes- und kulturgeschichtlicher Erkenntnisse. Peter Lang, Frankfurt am Main 2005, ISBN 3-631-52871-X.
- mit Martina Steber: Germany and „The West“. The History of a Modern Concept. Berghahn, New York 2015, ISBN 978-1-78238-597-4.